# 流行性腮腺炎
流行性腮腺炎（英語：epidemic parotitis），又称痄腮，俗稱“豬頭皮”，是由腮腺炎病毒引起的一种腮腺炎。初期症狀包括發燒、肌肉痠痛、頭痛和疲憊，之後臉頰單側或雙側的腮腺部位會感到疼痛且腫脹。病人通常在受到感染後的16到18天後開始有上述症狀，並在發病後7至10天恢復正常。成人的症狀一般會比兒童嚴重，約三分之一的人只有輕微症狀，甚至沒有症狀。併發症包括腦膜炎（15%）、胰腺炎（4%）、永久失聰。此外男性患者罕有併發會導致不育的睾丸炎，女性患者少有併發卵巢炎，不過不會提高不孕的風險。
流行性腮腺炎具有高度傳染性，在人群擁擠處會迅速擴散。這種病毒以飛沫傳染或直接接觸患者為其感染途徑，且只能透過人類擴散。病人在被感染後的首週就會開始互相傳染給其他人，而症狀大約在第八天開始出現。病人被感染後基本上會終生免疫，雖然有機會被再度感染，但症狀通常很輕微。診斷通常以腮腺腫脹來判斷疑似感染，並透過腮腺管抹片以分離病毒來確認診斷，血中IgM抗體的檢驗是簡單且有效的，然而已經免疫的病人可能會被誤判成偽陰性。
腮腺炎是可藉由施打兩劑腮腺炎疫苗後獲得免疫能力的。大部分的已開發國家都會在他們的疫苗接種計畫中加入腮腺炎的針劑，多數國家會將腮腺炎疫苗與麻疹疫苗、德國麻疹疫苗結合一起施打。在疫苗較不普及的地區，可以發現老年人口罹患腮腺炎的比例增加，也因為如此，常導致更糟糕的結果。對於腮腺炎，目前沒有特別針對性的療程，包括使用止痛藥例如对乙酰氨基酚來緩減症狀。在相關的合併症的處理上，静脉注射免疫球蛋白可起到特別的效用。若患者後續引發腦膜炎甚至胰臟炎的話，就有住院的必要性。大約有10000個患者中會有1人因為罹患此疾而死亡。
在沒有施打疫苗的情況下，每年約有0.1-1%的人類遭到感染。腮腺炎疫苗的普及使得感染人數降低了超過九成之多。腮腺炎多見於疫苗注射率較低的開發中國家。但即使有疫苗接種的族群裡，仍有疫情爆發的可能。腮腺炎疫苗問世前，此疾病曾是全世界常見的幼童傳染病 ，大規模的疫情爆發約二到五年會出現一次。5-9歲的幼童是主要感染群。對於有接受疫苗注射的人們而言，在20歲出頭的歲月是最可能遭受病毒感染攻擊的。位處赤道附近的國家，一年四季都可能爆發疫情，但若是在更北或是更南方的地區與國家，感染高峰多在冬季與春季。希波克拉底於西元前五世紀就已描述因此疾而造成的腮腺腫脹所引起之吞嚥困難以及睪丸疼痛症狀。

## 預後
此疾病通常可以自癒，且預後良好，即使有感染其他器官。下列是流行性腮腺炎的併發症：
- 30%的男性可能造成睪丸炎及附睪炎，通常會很痛。當中有一半的人因此造成睪丸萎縮（英语：testicular atrophy），有少數病例造成不育[9]。
- 懷孕3個月內的婦女有27%的機會造成流產[9]。
- 10%的患者得到輕微的腦膜炎[9]（40%的病患唾腺並沒有腫脹）
- 卵巢炎：5%的女性（青少年及成人）為得到[9]，但僅有一半的病例影響生育能力的。
- 急性胰臟炎（英语：Acute pancreatitis）：4%的機率，會造成腹痛及嘔吐。
- 腦炎：相當罕見，且當其發生時致死率僅有1%[9]。
- Profound (91 dB or more) but rare sensorineural hearing loss, uni- or bilateral. Acute unilateral deafness occurs in about 0.005% of cases.[9]

病患在痊癒後，可對此病產生終生免疫。雖然也有可能再次感染，但通常不會這麼嚴重。

## 外部連結
- NHS.uk – Encyclopedia – 'NHS Direct Online Health Encyclopaedia: Mumps', National Health Service（英國）
- WHO.int （页面存档备份，存于） – "Immunization, Vaccines and Biologicals: Mumps vaccine", 世界衛生組織
- MicrobiologyBytes: Paramyxoviruses"
- cdc.gov （页面存档备份，存于） – 美國疾病控制與預防中心（CDC）的相關資料
- Public Health Agency of Canada （页面存档备份，存于） – Public Health Agency of Canada Vaccination Campaigns
- eMedicine （页面存档备份，存于）